# Philip Carteret
Philip Carteret, Seigneur de la Trinité (Jersey, 22 gennaio 1733 – Southampton, 21 luglio 1796), è stato un ammiraglio ed esploratore inglese.
Partecipò a due spedizioni di circumnavigazione del globo volute dalla Royal Navy nel 1764-66 e nel 1766-69.

## Biografia
Carteret entrò in marina nel 1747, prestando servizio a bordo del HMS Salisbury, per poi passare sotto il comando del Capitano John Byron dal 1751 al 1755. Tra il 1757 e il 1758 fu a bordo del HMS Guernsey al servizio della Mediterranean Fleet.

## Prima Circumnavigazione del 1764-66
Dal giugno 1764 al maggio 1766 il tenente Philip Carteret prestò servizio a bordo del HMS Dolphin, partecipando al viaggio di circumnavigazione del globo del capitano John Byron e riuscendo nell'impresa di completarlo impiegando meno di due anni. Durante la fortunosa spedizione di Byron si prese possesso delle Isole Falkland, inoltre vennero scoperte diverse isole dell'Arcipelago Tuamotu, tra cui le Isole della Delusione e le Isole del Re Giorgio, e degli atolli del Tokelau, Byron diede il suo nome ad un'isola delle Isole Gilbert e approdò infine all'isola Tinian dell'Arcipelago delle marianne settentrionali.

## Seconda Circumnavigazione del 1766-69
Nel 1766 fu nominato capitano e prese il comando del HMS Swallow nel viaggio di circumnavigazione del globo, accompagnando il HMS Dolphin del comandante Samuel Wallis e la nave da carico HMS Prince-Frederick. Il convoglio spiegò le vele il 22 agosto 1766 alla volta del Oceano Pacifico. Dopo più di sette mesi di navigazione, il 10 aprile 1767 le navi raggiunsero lo Stretto di Magellano, ma le avverse condizioni meteorologiche fecero sì che l'HMS Swallow si separasse dal resto della spedizione senza più ricongiungersi. Questo fu causato dalla dimenticanza di Wallis di fissare un punto di ritrovo in caso di separazione. Carteret e il suo equipaggio si trovarono a dover affrontare la circumnavigazione del globo a bordo di un'imbarcazione poco affidabile e con provviste insufficienti. Durante la navigazione Carteret scoprì le Isole Pitcairn e le Isole Carteret, successivamente rinominate con il suo nome. Scoprì inoltre un nuovo arcipelago all'interno del Canale di San Giorgio, tra le isole della Nuova Irlanda e quelle della Nuova Britannia (attuale Papua Nuova Guinea), che chiamò Isole del Duca di York. Riconobbe poi le Isole Salomone, scoperte nel 1568 da Álvaro de Mendaña, e le Isole Juan Fernández, scoperte nel 1574 da Juan Fernández. Dopo trentuno mesi di viaggio, il 20 marzo 1769, l'HMS Swallow gettò l'ancora nella rada di Spithead, nel sud dell'Inghilterra.